# Рёдль, Хенрик
Хенрик Маркус Рёдль (нем. Henrik Markus Rödl; род. 4 марта 1969, Оффенбах-ам-Майн) — немецкий профессиональный баскетболист и тренер. Всю карьеру провёл за «Альбу» и был многолетним лидером сборной Германии, в составе которой стал чемпионом Европы (1993). Сейчас является главным тренером египетского «Аль-Иттихада».

## Спортивная карьера

### Клубная карьера
Начал заниматься баскетболом в 1987 г., после того как начал обучаться в высшей школе Чепэл Хилл , а затем в колледже Северной Каролины за команду Тар Хилз, с которой победил в первом дивизионе НАСС (NCAA) в 1993 году. По окончании учёбы, попал на Драфт НБА 1993 года, но ни один клуб его не выбрал, несмотря на международные успехи.
В 1993 году вернулся в Европу, играл за немецкий клуб «Альба» все 11 лет. В 1995 году взял с командой Кубок Корача. Также шесть раз подряд выигрывал Чемпионат Германии по баскетболу. Его 4-й номер был изъят клубом из обращения в 2010 году.

### Международная карьера
Рёдль много лет играл за национальную сборную Германии по баскетболу. Рёдль участвовал в Олимпиаде 1992 и вёл Германию к победе на чемпионате Европы по баскетболу в 1993 году. Он также играл на чемпионате мира по баскетболу 2002, где со сборной взял бронзу. Рёдль также принял участие в Евробаскетах 1995, 1997 и 1999. Всего за сборную Германии сыграл 178 матчей.

### Тренерская карьера
Рёдль начал тренерскую карьеру в юниорской команде «Альба», пока не стал главным тренером в январе 2005 года. Он был уволен в июне 2007, но остался в клубе в качестве тренера молодёжной команды. В 2010 году стал тренером клуба ТББ Трир. Он покинул клуб в 2015 году.
Уже в мае 2014 года Рёдль был главным тренером юношеской сборной Германии A2. В 2015 году команда с ним завоевала серебряные медали на Универсиаде. В январе 2016 года Рёдль подписал соглашение с баскетбольной федерации Германии, продолжая быть главным тренером команды A2 и помощником тренера старшей сборной, Криса Флеминга. Рёдль стал полноправным тренером сборной Германии по баскетболу 18 сентября 2017 года.
В октябре 2022 года стал главным тренером египетского «Аль-Иттихада».

## Статистика
| Сезон                                                                                   | Команда | Лига               | GP | GS | MPG  | FG%  | 3P%  | FT%  | RPG | APG | SPG | BPG | PPG |  |
| 2001/02                                                                                 | Альба   | Евролига           | 3  | 2  | 25,3 | 46,7 | 20,0 | 66,7 | 2,3 | 1,0 | 1,3 | 0,3 | 6,3 |  |
| 2002/03                                                                                 | Альба   | Евролига           | 12 | 6  | 23,6 | 45,2 | 30,0 | 75,0 | 2,2 | 1,5 | 1,1 | 0,3 | 4,2 |  |
| 2003/04                                                                                 | Альба   | Чемпионат Германии | 11 | 0  | 10,5 | 60,0 | 28,6 | 71,4 | 1,0 | 1,5 | 0,5 | 0,0 | 2,7 |  |
|                                                                                         |         | Всего              | 26 | 8  | 18,2 | 48,6 | 27,3 | 71,9 | 1,7 | 1,4 | 0,8 | 0,2 | 3,8 |  |
| Наведите курсор мыши на аббревиатуры в заголовке таблицы, чтобы прочесть их расшифровку |         |                    |    |    |      |      |      |      |     |     |     |     |     |  |